# 安德烈亚斯·贝特尔森
安德烈亚斯·贝特尔森（丹麥語：Andreas Berthelsen，1993年11月14日—），丹麥男子羽毛球運動員。

## 簡歷
2014年11月，安德烈亚斯·贝特尔森出戰匈牙利羽毛球國際賽，與卡斯帕·迪內森合作贏得男子雙打比賽亞軍。

## 主要比賽成績
只列出曾進入準決賽的國際賽事成績：
| 年份   | 賽事               | 公開賽級別 | 項目     | 拍檔          | 成績 |
| ------ | ------------------ | ---------- | -------- | ------------- | ---- |
| 2014年 | 匈牙利羽毛球國際賽 | 國際系列賽 | 男子雙打 | 卡斯帕·迪內森 | 亞軍 |

| 2007-2017年 | 首要超級賽 | 超級賽 | 黃金大獎賽 | 大獎賽 | 國際挑戰賽 | 國際系列賽 | 未來系列賽 | 其他 |